# Dīn
Dīn (arabisch دين) ist ein Kernbegriff des Islam, der im Koran an zahlreichen Stellen erscheint und mit der Grundbedeutung von „Religion“, „Glaube“ wiedergegeben werden kann.

## Etymologie und Bedeutungsfelder
Das arabische Wort Din wird auf drei unterschiedliche Etymologien zurückgeführt, deren Bedeutungen sich zum Teil überschneiden. Die hebräisch-aramäische Wurzel דין din, mit der Bedeutung „Recht, Gericht, Gesetz“, erscheint in der ersten Koransure al-Fātiha unter der Bezeichnung yaum ad-dīn / يَوْم الدين / ‚Tag des Jüngsten Gerichts‘. Zweitens ist eine etymologische Herkunft aus der arabischen Wurzel dāna „Schuld“ zu erwähnen. Die dritte Etymologie wird auf das mittelpersische Wort dēn „Offenbarung, Religion“ zurückgeführt, wobei jedoch anzumerken ist, dass der Begriff „Religion“ im Zoroastrismus und im Islam unterschiedlich verwendet wird.
Din enthält folgende Bedeutungsfelder: Verpflichtung, Richtung, Unterwerfung, Vergeltung. Am häufigsten erscheint der Begriff jedoch in der Bedeutung „Religion“, wenngleich das islamische Konzept von „din“ nicht genau dem Konzept des Begriffs „Religion“ entspricht: Der lateinische Ausdruck religio, aus der römischen Religion übernommen, bedeutet zunächst die Verbindung des Menschen zu göttlichen Wesen (wörtlich: die „Zurückbindung“); Din hingegen umschließt die Verpflichtungen, die Gott dem Menschen als „vernunftbegabtem Geschöpf“ auferlegt. Die erste dieser Verpflichtungen besteht in der Unterwerfung unter den Willen Gottes. In diesem Sinne wird Din im Koran mit dem Islam gleichgesetzt:

„Heute habe ich euch eure Religion vervollständigt (so daß nichts mehr daran fehlt) und meine Gnade an euch vollendet, und ich bin damit zufrieden, daß ihr den Islam als Religion habt.“

Diesem Verständnis steht kurzgefasst auch der Vers nahe:

„Als (einzig wahre) Religion gilt bei Gott der Islam.“

Die Koranexegese selbst interpretiert den Begriff „islām“ in diesem Vers als „Hingabe an Gott allein und seine Verehrung“ mit der Erfüllung aller religiösen Vorschriften, kurz zusammengefasst z. B. bei at-Tabarī in seiner groß angelegten Koranexegese.
Des Weiteren wird der Islam an mehreren Koranstellen als din al-haqq, die „wahre Religion“ bezeichnet, um ihn aus anderen Religionen hervorzuheben. Beispiele dafür sind Sure 48, Vers 27 und Sure 9, Vers 33. Letztere Stelle wird in Sure 61, Vers 9 wiederholt:

„Er ist es, der seinen Gesandten mit der Rechtleitung und der wahren Religion geschickt hat, um ihr (d. h. der wahren Religion (des Islam)) zum Sieg zu verhelfen über alles, was es (sonst) an Religion gibt - auch wenn es den Heiden zuwider ist.“

Wahrscheinlich bereits im späten 8. Jahrhundert betrachteten bestimmte Gelehrtenkreise die Religion (dīn) als grundlegende Norm bei der Beschäftigung mit den Hadithwissenschaften (ʿilm). Dem Gelehrten in Basra, Muḥammad b. Sīrīn (gest.729), wird schon kurz nach seinem Tode ein allgemein bekannter Spruch zugeschrieben, der alsbald in die Einleitung (al-muqaddima) der Traditionssammlung von Muslim b. al-Ḥaǧǧāǧ Eingang gefunden hat. Dort lässt man Ibn Sīrīn wie folgt sprechen: „Diese Wissenschaft“ (ʿilm :die Beschäftigung mit dem Ḥadīth) „ist Religion. Daher achtet darauf, von wem ihr eure Religion nehmt.“ Im selben Kapitel überliefert Muslim b. Ḥaǧǧāǧ nunmehr einen auf den Isnad bezogenen Spruch des Gelehrten ʿAbd Allāh b. al-Mubārak (gest. 797) und hebt den normativen Charakter von dīn bei der Anwendung der unverzichtbaren Überliefererketten wie folgt hervor: „Der Isnad ist Teil der Religion“ (al-isnād min ad-dīn). „Gäbe es den Isnad nicht, würde jeder sagen,  was er wollte.“. Denn mit der Integrität der Überlieferer von Ḥadīthen „...steht und fällt der Glaube an die authentische Natur des Ḥadīth. Darum konnte man das Isnād die Beine (al-qawāʾim) des Ḥadīth nennen...;“ In der ʿIlm ar-ridschāl wird dieser Begriff im Sinne von „dīn“ mit seinem normativen Charakter als Stütze und Garant der Glaubwürdigkeit der überlieferten Ḥadīthe verwendet.
Als Bestandteil von arabischen Namen erscheint Din vor allem in der Bedeutung von „(islamischer) Glaube“:
- Aladin: Erhabenheit des Glaubens
- Nasiruddin: Helfer des Glaubens
- Nureddin (türk. Nurettin): Licht des Glaubens
- Saladin: Ehre des Glaubens, Redlichkeit/Rechtschaffenheit der Religion